# اليد الدافئة
اليد الدافئة هي رواية للكاتب الفلسطيني يحيى يخلف، صدرت سنة 2017 في القاهرة عن الدار المصرية اللبنانية في 263 صفحة. يتمحور موضوع الرواية حول التمسك بالحياة والمقاومة في وجه الموت والاحتلال وتجارب المنفى والعودة إلى الأرض الأم وما يرافقها من صدمات وتحديات. يعكس يحيى يخلف التحديات الإنسانية والنضالية التي يواجهها الفلسطينيون، مسلطاً الضوء على الأمل، التضامن، ودور المرأة في القضية الفلسطينية.

## نبذة
تعكس الرواية تجربة الكاتب والإعلامي المتقاعد أحمد أبو خالد، الذي يسعى لتجاوز شعور الوحدة والشيخوخة بعد فقدانه زوجته جميلة نتيجة ذبحة صدرية مفاجئة، من خلال علاقاته مع شخصيات متنوعة، مثل الرسام سمعان الناصري، الذي عاد إلى فلسطين بعد تجربة طويلة في المنافي، والناشطة نيرمين، وزوجة صديقه صوفي، يقدم لأحمد شخصية زوجته السابقة صوفي، الخلاسية ذات الأصول الصومالية، كمصدر إلهام. صوفي هي المرأة التي تعبر عن تمسكها بالحياة بالرغم من انفصالها عن سمعان، وتُواجه منعًا من دخول فلسطين بسبب نشاطاتها. ومن جانب آخر، تتناول الرواية الناشطة اليابانية هياتارو، التي تعبر عن التضامن مع القضية الفلسطينية، وتتأثر بشدة بممارسات الاحتلال الإسرائيلي، لا سيما المقبرة الرقمية التي تُدفن فيها أجساد الشهداء الفلسطينيين في ظروف غير إنسانية.

## الشخصيات
- أحمد أبو خالد: كاتب وإعلامي متقاعد يعاني من الوحدة بعد وفاة زوجته. يمثل صراعه مع الشيخوخة والتقاعد محور الرواية، حيث يسعى لإيجاد معنى جديد لحياته من خلال الكتابة وعلاقاته مع الآخرين.
- جميلة: زوجة أحمد الراحلة، التي تشكل وفاتها نقطة تحول في حياته وتعمق شعوره بالعزلة.
- سمعان الناصري: رسام فلسطيني وصديق أحمد، عاد من المنافي لكنه يصطدم بواقع الحياة في فلسطين. تمثل حياته وزوجته السابقة صوفي مصدر إلهام لأحمد.
- صوفي: زوجة سمعان السابقة ذات الأصول الصومالية. تعبر عن التمسك بالحياة والإبداع، رغم الصعوبات التي تواجهها.
- نيرمين: ناشطة فلسطينية تسعى للتغيير وتلعب دورًا محوريًا في انتفاضة القدس. تصبح شخصية مؤثرة في حياة أحمد وتمثل له الأمل والدفء الإنساني.
- هياتارو: ناشطة يابانية تتأثر بالقضية الفلسطينية وتظهر تضامنًا عميقًا مع الشعب الفلسطيني بعد مواجهتها لجرائم الاحتلال.
- نادر: طبيب فلسطيني وصديق مقرب لأحمد، يشاركه هموم الحياة اليومية في ظل الاحتلال.
- ياسمين: ابنة أحمد التي تعيش في الخليج وتختار العودة إلى رام الله للولادة، مما يعيد صلة أحمد بجذوره العائلية.

## الأسلوب
اعتمد يحيى يخلف على أسلوب رمزي يربط بين الشخصيات والأحداث الكبرى في القضية الفلسطينية. تظهر الأيدي الدافئة كنقطة محورية تجمع بين الشخصيات، مُعبّرة عن التضامن الإنساني والرغبة في الحياة. كما تتجلى القضايا الوطنية من خلال مشاهد رمزية مثل المقبرة الرقمية التي تكشف عن جرائم الاحتلال. اعتمد أيضا على ظاهرة التعددية التي تضمنها الرواية العربية عامة والفلسطينية خاصة.

## المرأة في الرواية
تتناول الرواية عدة قضايا إنسانية ووطنية، من أبرزها المرأة ودورها في القضية الفلسطينية: تظهر المرأة كرمز للصمود والإبداع من خلال شخصيات مثل صوفي، نيرمين، وهياتارو.